# Банк Шэнцзин
Банк Шэнцзин (кит. 盛京银行) — коммерческий банк со штаб-квартирой в Шэньяне, провинция Ляонин, КНР. Основан 10 сентября 1997 года как Шэньянский Городской Кооперативный банк, открыл отделения только в Шэньяне, но в 2007 году изменил название на «Банк Шэнцзин» («Шэнцзин» — название Шэньяна в 1625—1929 годах) и открыл отделение в Тяньцзине.
Деятельность банка сосредоточена на северо-востке КНР, сеть состоит из 18 отделений, в основном специализируется на обслуживании корпоративных клиентов (три четверти выручки), в частности оптовой и розничной торговли, на неё приходится 30 % выданных кредитов банка.
Крупнейшим акционером является гонконгская компания Evergrande Group (36,4 % акций). С 2019 года возглавляет банк Цю Хофа, ранее он был вице-президентом Evergrande.